# Retailmanagement
Retailmanagement is het leiden van een grote winkel, meestal een filiaal van een winkelketen of van een grootwinkelbedrijf. Dit is de verantwoordelijkheid van de filiaalchef ofwel winkelmanager. 
Meestal is de filiaalchef verantwoordelijk voor de selectie van de medewerkers voor de eigen vestiging. Personeelsleden die carrière willen maken in het bedrijf, gaan vaak in een andere vestiging ervaring opdoen, of krijgen in een andere winkel een functie met meer verantwoordelijkheid. Veel bedrijven hebben opleidingsprogramma’s voor gewaardeerde medewerkers.
De manager zorgt ervoor dat er steeds voldoende personeelsleden aanwezig zijn om het gewenste serviceniveau te garanderen, zonder nodeloze kosten. Hierdoor hebben werknemers in de retailsector vaak een flexibele werkurenregeling.
De winkelmanager is eindverantwoordelijk voor de omzet van de winkel. In winkelketens worden vaste afspraken gemaakt over zaken zoals de winkelinrichting en het schapbeheer. Onder andere op die manier wordt gewaakt over het imago van het bedrijf.
De wijze waarop een bedrijf in haar winkels producten aanbiedt, noemt men de winkelformule.

## Taken
Retailmanagement omvat de volgende hoofdtaken:

### Personeelszaken
- aanwerven van medewerkers
- opleiding en professionele ontwikkeling (loopbaanvorming)
- performance management
- betaling, vakantieregeling
- werkregeling
- onderhouden van de relaties met de sociale partners

### Winkelbeheer
- zakencijfers (omzet, winstcijfer, cashflow, rentabiliteit)
- beheer van het bedrijfsgebouw (met inbegrip van veiligheid, verzekeringen, hygiënische voorschriften, milieuvoorschriften)
- diefstalpreventie
- beheer van de kasgelden
- uitstraling

### Productbeheer
- bestellingen en aankoop
- ontvangst van de goederen
- opslag, bewaring, retouren

### Commercieel beleid
- prijsbeleid
- promotiebeleid
- schapbeheer
- presentatie
- marketing

### Strategisch beleid
- het "merk" uitdragen
- het beleid van het hoofdkantoor implementeren en aanpassen aan de plaatselijke omstandigheden
- de streefcijfers halen

## Opleiding
Sinds september 2010 bestaat er in België een professionele bacheloropleiding retailmanagement van drie jaar die wordt aangeboden aan HOGENT. Deze opleiding wordt ingericht in duaal leren: via werkplekleren zet je de managementkennis meteen om in praktijk bij verschillende retailers, van supermarkten tot modeketens, interieurwinkels en doe-het-zelvers.